# Liste der denkmalgeschützten Objekte in Göming
Die Liste der denkmalgeschützten Objekte in Göming enthält die denkmalgeschützten, unbeweglichen Objekte der Gemeinde Göming.

## Denkmäler
| Foto |                 | Denkmal                                                                                            | Standort                        | Beschreibung | Metadaten |
| ---- | --------------- | -------------------------------------------------------------------------------------------------- | ------------------------------- | --- | --- |
| ja   | Datei hochladen | Bauernhaus, Hauergut HERIS-ID: 15464 Objekt-ID: 11708                                              | Kemating 6 Standort KG: Göming  | Das Wohnhaus des Gruppenhofs ist im Erdgeschoß gemauert, im Obergeschoß ist es ein Blockbau mit originalen Fenstern. Im Dachfirst ist das Gebäude mit 1797 bezeichnet. | BDA-Hist.: Q37785772 Status: Bescheid Stand der BDA-Liste: 2025-06-30 Name: Bauernhaus, Hauergut GstNr.: .140                                            |
| ja   | Datei hochladen | Kath. Filialkirche hl. Maximilian HERIS-ID: 15462 Objekt-ID: 11706                                 | Kirchgöming Standort KG: Göming | Die schlichte kleine Kapelle in der Mitte der Gemeinde wurde 1347 urkundlich erstmals erwähnt. Der Chor mit Fünfachtelschluss und spitzbogigen Fenstern ist spätgotisch. Die Wände des Langhauses stammen im Kern noch aus derselben Zeit, allerdings wurde dieser Teil der Kirche im 17. Jahrhundert barock umgestaltet. | BDA-Hist.: Q37785693 Status: § 2a Stand der BDA-Liste: 2025-06-30 Name: Kath. Filialkirche hl. Maximilian GstNr.: .84 Filialkirche Göming                |
| ja   | Datei hochladen | Höhensiedlung mit Wall-Graben-Befestigung am Wachtberg HERIS-ID: 113256 Objekt-ID: 131537seit 2020 | Standort KG: Göming             | | BDA-Hist.: Q105647069 Status: Bescheid Stand der BDA-Liste: 2025-06-30 Name: Höhensiedlung mit Wall-Graben-Befestigung am Wachtberg GstNr.: 345/2, 345/1 |